# Астафьева, Наталья Георгиевна
Ната́лья Гео́ргиевна Аста́фьева (по паспорту Наталья Григорьевна Романова-Астафьева; 19 сентября 1922, Варшава — 3 декабря 2016) — русская и польская поэтесса, переводчица.

## Биография и творчество
Родилась в Варшаве, там же прошло её раннее детство. Родители — поляки, первым её языком был польский. Её отец, Ежи Чешейко-Сохацкий (1892—1933), родился в Нежине, в 1910-х годах учился в Петербургском университете, с 1914 года — член, а с 1919 года — генеральный секретарь Польской социалистической партии, с 1921 года — член подпольной Польской компартии и её ЦК, в 1926—1928 годах — депутат сейма от польской компартии, с 1928 года — в эмиграции, жил с семьёй в Берлине. С 1930 года — представитель Польской компартии в Коминтерне. В Советском Союзе взял фамилию Братковский, эту фамилию получили также его жена и дети.
В 1931 году переехала с родителями в Москву. Пошла в школу, выучила русский язык, стихи начала писать по-русски, в пятом классе.
В Москве Наталья с родителями и младшим братом какое-то время, до ареста отца, жила в «Доме на набережной» (Серафимовича, 2). В августе 1933 года отец был арестован, а через двадцать дней, 4 сентября 1933 покончил самоубийством на Лубянке.
Осталась написанная кровью записка, что он никогда не принадлежал к каким-либо контрреволюционным организациям и до конца верен партии. Посмертно реабилитирован в ноябре 1957 года.
Мать Натальи, Юзефина, урождённая Юревич, родилась в Двинске (ныне Даугавпилс), в 1910-х годах училась на Бестужевских курсах в Петербурге-Петрограде, в начале 1930-х годов — в аспирантуре в Институте животноводства, потом работала там же и на Всесоюзной Сельскохозяйственной Выставке в период её организации. Весной 1937 года арестована и сослана в Казахстан, в Павлодар, где в феврале 1938 года вновь арестована, долго находилась в тюрьме в Павлодаре и была отправлена на 5 лет в лагерь Долинка в Карлаге. Из лагеря вышла в 1946 году, амнистирована в 1953 году, реабилитирована в 1956 году.
Наталья осенью 1937 года приехала с младшим братом к матери в Павлодар, окончила там 8 класс. После повторного ареста матери пошла работать (секретарем в облплемзаготконторе). В Павлодаре ей выдали паспорт с ошибочным отчеством «Григорьевна» вместо «Георгиевна» (польскому имени её отца Ежи соответствует русское Георгий), отчество «Григорьевна» осталось её паспортным . В 1941 году окончила педагогическое училище в Павлодаре, работала учительницей, вышла замуж за высланного А. И. Романова-Астафьева, жила в районном центре Краснокутск и работала бухгалтером в отделении Госбанка. Затем окончила первый курс мединститута в Алма-Ате. В 1945/46 учительница в д. Зенино Московской области.
В 1951 году окончила областной педагогический институт в Москве, училась в аспирантуре.
Публикуемые в книгах стихи писала с 1944 года. C 1947 года писала, в том числе, и верлибры. Дебютировала как поэт в «Литературной газете» в июне 1956 года, её представил читателям Илья Сельвинский. С 1958 года — жена поэта Владимира Британишского. Летом 1958 года работала с ним в тундре на Полярном Урале. Летом 1959 года жила в Салехарде. В марте 1959 года у них родилась дочь Марина. В 1959 году вышла первая книга стихов «Девчата», в 1961 году — вторая книга «Гордость».
С 1961 года Астафьева — член Союза писателей, с 1997 года — член Российского ПЕН-центра.
С 1960 года стихи Астафьевой в польских переводах публикуются в Польше, в 1963 году в Варшаве вышла книга русских стихов Астафьевой в переводах польских поэтов. С 1963 года пишет стихи также на польском языке и переводит польскую поэзию, с 1968 года эти переводы публикуются. В 1975 и 1979 годах была участницей международных съездов переводчиков польской литературы в Варшаве и Кракове.
В 1977 и 1982 годах вышли книги стихов Астафьевой «В ритме природы» и «Любовь». Книга стихов «Заветы», о судьбах родителей и об эпохе репрессий, была подготовлена к печати в 1962 году и включена в план, но потом отвергнута издательством. В годы перестройки книга «Заветы», со значительными дополнениями, смогла появиться в 1989 году. В «Литературном обозрении» 1990 года были опубликованы письма А. С. Эфрон из личного архива Астафьевой и её матери, а в 1993 году — статья Астафьевой о Владиславе Броневском. В многокнижие «Изнутри и вопреки», изданное в 1994 году, Астафьева включила книгу стихов 1993 года «Попала в новую эпоху», а также циклы стихов 1940—1980-х годов, которые не могли быть опубликованы ранее, во времена цензурных ограничений. В 1995 году появился в печати очерк Астафьевой об отце «Икар». Совместно с В. Британишским в 2000 году выпускает двухтомную антологию «Польские поэты XX века». Автор антологии «Польские поэтессы», изданной в 2002 году. В 2005 году издано двукнижие стихов Н. Астафьевой и В. Британишского «Двуглас». В 2013 году вышла книга «Сто стихотворений».
Умерла 3 декабря 2016 года. Похоронена на кладбище в Переделкино под Москвой, рядом с мужем В. Британишским.
О книге «Заветы»: «…Поэзия Астафьевой носит личный характер. Она изображает ситуации и сцены из своей жизни, которые являются своего рода реквиемом по отцу. При этом личное в её поэзии приобретает обобщающее значение.»
Но диапазон поэзии Астафьевой шире — это и любовная лирика, и природа, и натурфилософия, и кризис цивилизации, и современная история.

## Публикации

### Стихи

#### Книги стихов
- Девчата — М., Мол. гвардия, 1959.
- Гордость — М., Сов. писатель, 1961.
- Кумачовый платок — М., Сов. писатель, 1965.
- В ритме природы — М., Сов. писатель, 1977.
- Любовь — М., Мол. гвардия, 1982.
- Заветы — М., Сов. писатель, 1989. — ISBN 5-265-00663-X
- Изнутри и вопреки — М., 1994.
- Двуглас — М., Прогресс-Плеяда, 2005. (двуязычное издание, по-русски и по-польски, в одной книге с Владимиром Британишским)
- Сто стихотворений — М., Прогресс-Плеяда, 2013.

#### Стихи в антологиях
- Лирика 50-х годов. Сост. В. Вакуленко — Фрунзе, 1978.
- Реквием — М., 1989.
- Антология русского верлибра. Сост. К. Джангиров — М., 1991.
- Московская Муза — М., 1998.
- Русская поэзия. XX век. Антология в пяти томах. Том второй — М., 2006.

#### Циклы стихов в журналах
- «Знамя» 1987 № 10
- «Юность» 1988 № 4
- «Дружба народов» 1988 № 5
- «Огонек» 1988 № 40
- «Нева» 1991 № 5
- «Стрелец» 1994 № 2
- альм. «Апрель» 1995 вып. 8

### Польскоязычные стихи и воспоминания
- Natalia Astafiewa. Nostalgia. Polski album rodzinny. — Miniatura, Kraków, 2008; 166s.; il.

### Переводы
- Циклы переводов в журнале «Иностранная литература» в 1972—2002:
  - 1972 № 4 — Халина Посвятовская,
    - № 12 — Влодзимеж Слободник[пол.],

  - 1973 № 10 — Анна Свирщинская,
  - 1974 № 12 — Казимера Иллакович,
  - 1975 № 12 — Ева Липская,
  - 1977 № 4 — Тадеуш Новак и Ежи Харасымович,
  - 1979 № 4 — Я. Ивашкевич, 1982 № 6
  - 1986 № 5 — Мария Павликовская-Ясножевская,
  - 1989 № 8 — Анна Свирщинская,
  - 1992 № 4 — Казимера Иллакович,
  - 1994 № 11 — Вислава Шимборская,
  - 1995 № 8 — Уршуля Козел,
  - 1996 № 11 — Александр Ват,
  - 1997 № 11 — Марианна Боцян[пол.],
  - 1999 № 2 — Анна Каменская[пол.],
  - 1999 № 7 — Адам Земянин[пол.],
  - 2000 № 9 — Казимеж Вежинский.

Циклы переводов в других журналах:
- - «Звезда Востока» 1973 № 5 — В. Слободник,
  - «Польша» 1976 № 3 — К. Иллакович,
  - «Новый мир» 1974 № 7 — Я. Ивашкевич,
  - 1995 № 3 — В. Шимборская,
  - «Литературное обозрение» 1993 № 5 — В. Броневский,
  - «Истина и жизнь» 1996 № 4 — А. Каменская,
  - «Даугава» 1996 № 6 — К. Иллакович,
  - «Дружба народов» 1997 № 1 — В. Шимборская,
  - «Новая Польша» 2000 № 5 — А. Ват,
  - 2007 № 11 — С. Выспянский.
- Переводы в: Леопольд Стафф Стихи М. 1973
- Переводы в: Я. Ивашкевич. Избранное М. 1973
- Переводы в: Я. Ивашкевич. Собрание сочинений в 8 томах. т. 1 Стихи М. 1976
- Переводы стихов Л. Стаффа, К. Иллакович, Т. Ружевича в: Польские поэты. М. 1978
- Переводы стихов С. Гроховяка, Е. Харасымовича, Х. Посвятовской в: Из современной польской поэзии М. 1979
- Переводы в: Я. Ивашкевич Стихотворения М. 1982
- Переводы в: Т. Ружевич Стихотворения и поэмы М. 1985
- Переводы в: В. Слободник Стихи М. 1985
- Переводы в: М. Павликовская-Ясножевская Стихи М. 1987
- Переводы в: Я. Ивашкевич Сочинения в 3 томах. т.1 Стихотворения М. 1988
- Переводы стихов В. Шимборской (c. 567—584) и послесловие к разделу «О творчестве В. Шимборской» (с. 585-588) в: Поэты лауреаты Нобелевской премии М.: Панорама 1997
- Переводы из польских поэтов в: Е. Витковский Строфы века-2 М. 1998

### Авторские антологии
- Н. Астафьева, В. Британишский Польские поэты XX века. Антология. Том 1-2. СПб: Алетейя, 2000
- Н. Астафьева Польские поэтессы Антология Спб. Алетейя, 2002, 629 с.. Перевод, составление.

### Статьи
- «Трагедия Владислава Броневского», Литерат. обозрение 1993 № 5
- «Икар» (очерк об отце, Ежи Чешейко-Сохацком), Всемирное слово СПб 1995 № 8
- Н. Астафьева, В. Британишский «Анна и Ян» (об Анне Каменской и Яне Спеваке) / Истина и жизнь М. 1996 № 4
- «Польские поэтессы» // Н. Астафьева. Польские поэтессы. Антология. СПб 2002 сс.5-69

### Публикаторская работа
- «Туруханские нежности». Письма А. С. Эфрон к Ю. И. Братковской, Н. Н. Богдановой, Н. Г. Астафьевой. Публикация и примечания Н. Г. Астафьевой. // Литературное обозрение 1990 № 4 сс.9-16.

## Признание
- Премии журнала «Иностранная литература» (1986, 1989)
- Польские литературные премии ЗАиКС 1979
- Польского ПЕН-Клуба 1993
- Польского отделения Общества европейской культуры 1999
- премия журнала «Тигель культуры» 2005 (вместе с В. Британишским).
- Награждена нагрудным знаком «За заслуги перед польской культурой» (1975)
- Офицерский крест Ордена заслуг перед Республикой Польша (1999)
- диплом Министра иностранных дел РП (2009)
- Премия Союза писателей Москвы «Венец» 2001 (вместе с В. Британишским)
- Командорский крест Ордена заслуг перед Республикой Польша[5] (2014).